# Чепина (Сондрио)
Чепина је насеље у Италији у округу Сондрио, региону Ломбардија.
Према процени из 2011. у насељу је живело 1670 становника. Насеље се налази на надморској висини од 1156 м.